# Anders Torstensson
Anders Torstensson (* 1966) ist ein schwedischer Fußballtrainer.

## Sportlicher Werdegang
Torstensson war ab 2007 als Trainerassistent bei Mjällby AIF tätig, zuletzt in der Allsvenskan unter Peter Swärdh. Als dieser Ende 2012 zum Erstligaaufsteiger Åtvidabergs FF wechselte, rückte Torstensson vor der Spielzeit 2013 zum neuen Cheftrainer auf. Im Oktober des Jahres kam es jedoch zu einer Art Spielerrevolte, als der Spielerrat gegenüber der Vereinsführung von einem Vertrauensverlust sprach, in deren Folge Torstensson durch seinen bisherigen Assistenten Lars Jacobsson ersetzt wurde.
Ab Sommer 2015 trainierte Torstennson kurzzeitig die Frauschaft von Asarums IF, Anfang 2016 übernahm er gemeinsam mit Juan Robledo das Traineramt beim seinerzeitigen Viertligisten FK Karlskrona. Gemeinsam führten sie den Klub in die drittklassige Division 1, in der sie in der Spielzeit 2017 als Tabellensechster den Klassenerhalt schafften. In der folgenden Spielzeit stand die Mannschaft im Abstiegskampf, im September 2018 wurde das Trainerduo freigestellt.
Im August 2021 kehrte Torstensson auf die Trainerbank bei Mjällby AIF zurück, nachdem der Erstligist Cheftrainer Christian Järdler von seinem Amt entbunden hatte. Unter seiner Leitung holte der Klub 25 Punkte aus 16 Spielen und belegte am Ende der Spielzeit 2021 den neunten Tabellenplatz. Dennoch entschied er sich Ende November zum Abschied vom Klub und kehrte in den Schuldienst zurück. Als Nachfolger verpflichtete der Klub kurze Zeit später Andreas Brännström, vormals im Trainerstab bei Hajduk Split tätig. Nach einjähriger Pause, die er im Schuldienst verbracht hatte, kehrte er kurz nach Ende der Spielzeit 2022 Mitte November als neuer Trainer mit Auslaufen des Vertrags Brännströms als Cheftrainer zum Klub zurück.
Hauptberuflich arbeitet Torstensson seit 2014 als Rektor am Aspero Idrottsgymnasium in Karlskrona. Zuvor war er lange Zeit in Sölvesborg tätig, ehe er mehrere Jahre wegen seiner Tätigkeit bei Mjällby AIF pausiert hatte.